# راؤول سانتوس (لاعب كرة قدم)
راؤول سانتوس (بالإسبانية: Raúl Marcelo Santos) هو لاعب كرة قدم هندوراسي في مركز الدفاع، ولد في 2 أغسطس 1992 في لا سيبا في هندوراس. لعب مع نادي موتاجوا ‏.

## وصلات خارجية
- راؤول سانتوس على موقع قاعدة بيانات كرة القدم.إي يو (الإنجليزية)
- راؤول سانتوس على موقع ناشيونال فوتبول تيمز (الإنجليزية)
- راؤول سانتوس على موقع Soccerway.com (الإنجليزية)
- راؤول سانتوس على موقع عالم كرة القدم.نت (الإنجليزية)